# Autopista Justiniano Posse
La Autopista Justiniano Posse o Autopista Córdoba-Carlos Paz es una vía rápida de tránsito, entre esas dos importantes ciudades, y está formada por la RN 20 y la RN 38. Tiene una extensión aproximada de poco menos de 35 km.
Esta Autopista se comenzó a construir en el año 1971, año en que también se construyó la primera calzada de la Variante Pueyrredón y fue inaugurada el 20 de febrero de 1976.
Posee cabinas de peaje, las más grandes de la provincia de Córdoba, a 4 km de Córdoba saliendo para Villa Carlos Paz. La autopista está iluminada totalmente en sus aproximadamente 35 kilómetros de longitud.
Si bien esta vía no posee un carril alternativo de circulación libre en toda su extensión (la colectora solo está habilitada para circular entre determinados puntos y no permite circular en toda su extensión sin abonar peaje como existe en otras vías de orden nacional), la construcción de un tercer carril por cada sentido de circulación en el año 2019, le otorgó a la misma mayor fluidez de circulación vehicular, ya que esta importante vía de comunicación es poseedora de uno de los índices más altos de paso vehicular de toda la provincia, llegando a superar, en determinadas ocasiones, el paso de un millón de vehículos.[cita requerida]

En enero de 2020 se habilitó el servicio de WiFi gratuito en toda la extensión de la autopista.

## Recorrido
|  |  |  | RMCONTg |

|  |  |  | MWNODEr |

|  |  |  | RM |

|  |  |  | RMItu1eq |

|  |  |  | RM |

|  |  |  | MWKRZo |

|  |  |  | RM |

|  |  |  | RM |

|  |  |  | RM |

|  |  |  | MWNODEr |

|  |  |  | RM |

|  |  |  | MWPETl |

|  |  |  | RM |

|  |  |  | MWNODEr |

|  |  |  | RM |

|  |  |  | MWNODEr |

|  |  |  | RM |

|  |  |  | RMItu4aq |

|  |  |  | RM |

|  |  |  | RM |

|  |  |  | RMItu1eq |

|  |  |  | RM |

|  |  |  | MWNODEl |

|  |  |  | RM |

|  |  |  | RMCONTf |